# Bài trừ song tính luyến ái
Bài trừ song tính luyến ái (tiếng Anh: bisexual erasure, hoặc bisexual invisibility) là khuynh hướng làm ngơ, loại trừ, làm biến chất hoặc giải thích lại những bằng chứng về sự tồn tại của song tính luyến ái trong lịch sử, giới học viện, truyền thông và các nguồn chính khác. Trong hình thái cuối cùng, sự xóa bỏ song tính còn thể bao gồm cả niềm tin rằng song tính luyến ái không hề tồn tại.

Cờ của cộng đồng người Song tính luyến ái được thiết kế bởi Michael Page

Sự bài trừ song tính còn có thể bao gồm sự khẳng định rằng những cá nhân song tính chỉ đang ở trong một giai đoạn và sẽ sớm chọn một phe, hoặc trở thành một người đồng tính, hoặc trở thành một người dị tính. Lý do niềm tin này tồn tại là bởi vì nhiều người cho rằng những cá nhân song tính là những kẻ đặc biệt thiếu quyết đoán. Sự xóa bỏ song tính là một biểu hiện của ghê sợ song tính luyến ái, mặc dù không nhất thiết phải bao gồm sự phản đối công khai. Sự xóa bỏ song tính thường khiến những cá nhân song tính gặp nhiều bất lợi trong xã hội, khi mà họ không chỉ đấu tranh để có được sự chấp nhận trong xã hội mà ngay cả trong nội bộ cộng đồng LGBT.
Một dạng khác của xóa bỏ song tính chấp nhận phụ nữ song tính nhưng chối bỏ những người đàn ông song tính.

## Động cơ

### Động cơ chung
Theo học giả Kenji Yoshino, có ba nguyên nhân chính thúc đẩy cả những người đồng tính và dị tính là loại bỏ song tính khỏi văn hóa LGBT. Động lực đầu tiên trong số những động lực này là sự ổn định xu hướng tính dục, được lập luận là để giải tỏa mọi người khỏi lo lắng về việc có thể bị nghi vấn về xu hướng tình dục của họ. Động lực này củng cố niềm tin rằng những người song tính chỉ đơn giản là chưa xác định về xu hướng tính dục của họ và về cơ bản là đồng tính hoặc dị tính, và nó cô lập, gạt ra bên lề và khiến những người song tính trở nên vô hình trong cộng đồng LGBT.  Động lực thứ hai là việc duy trì tầm quan trọng của giới tính, vốn được coi là vô cùng cần thiết đối với người đồng tính và dị tính trong khi song tính dường như thách thức quan niệm này.  Động lực thứ ba là duy trì chế độ hôn nhân 2 người vì văn hóa chính thống của Mỹ ưa thích một cặp hoặc một mối quan hệ ràng buộc. Tuy nhiên, người song tính thường được những người đồng tính và dị tính cho rằng "về bản chất" là không chung thủy với một người. Juana Maria Rodriguez thêm vào lập luận của Yoshino và cho rằng song tính phá vỡ cách hiểu truyền thống về tình dục và giới tính nhị phân. Do đó, các cá nhân cả trong nền văn hóa thống trị và trong cộng đồng đồng tính chống lại song tính.
Trong một bài báo viết vào năm 2010 nhân kỷ niệm 10 năm tác phẩm của Yoshino, Heron Greenesmith lập luận rằng song tính vốn dĩ là vô hình trong luật pháp, thậm chí còn nằm ngoài tầm với của sự tẩy xóa có chủ ý. Thứ nhất,  đó là vì song tính không liên quan về mặt pháp lý đối với các nguyên đơn, những người được cho là dị tính hoặc đồng tính trừ khi bị phản đối, và thứ hai là khi song tính có liên quan về mặt pháp lý, nó bị xóa trong văn hóa pháp lý vì nó làm phức tạp các lập luận pháp lý phụ thuộc vào giới tính nhị phân bản chất của tình dục.
Nhà tâm lý học người Mỹ Beth Firestone viết rằng kể từ khi cô viết cuốn sách đầu tiên của mình về song tính vào năm 1996, "song tính đã trở nên phổ biến, mặc dù sự tiến bộ không đồng đều và nhận thức về song tính vẫn còn ít hoặc không có ở nhiều vùng"

### Động lực nam tính:
Richard C. Friedman, một bác sĩ tâm thần học chuyên về tâm động học của đồng tính luyến ái, viết trong bài tiểu luận "Sự từ chối trong sự phát triển của đàn ông đồng tính" rằng nhiều người đồng tính nam đã trải qua những tưởng tượng tình dục về phụ nữ hoặc tham gia vào quan hệ tình dục với phụ nữ và nhiều người đàn ông dị tính. đã trải qua những tưởng tượng tình dục về nam giới hoặc quan hệ tình dục với nam giới. Mặc dù là người song tính trong tưởng tượng và hoạt động, những người đàn ông này xác định là "đồng tính" hoặc "dị tính" chứ không phải là song tính. Sự xóa bỏ song tính này đôi khi được gây ra bởi việc phủ nhận tầm quan trọng của một sự tiếp xúc kích dục để duy trì bản sắc tính dục của một người và ý thức cộng đồng; một người đàn ông có thể hạ thấp việc có tưởng tượng tình dục hoặc gặp gỡ một người phụ nữ để duy trì danh tính của mình là "người đồng tính nam" và tư cách thành viên của anh ta trong cộng đồng đồng tính nam, hoặc một người đàn ông có thể hạ thấp việc có tưởng tượng tình dục hoặc gặp gỡ một người đàn ông để duy trì địa vị của mình là một người đàn ông dị tính trong một xã hội dị giới.
Viết cho Bisexual.org, tác giả kiêm nhà báo chuyên mục Zachary Zane trích dẫn một nghiên cứu cho thấy 20,7% đàn ông được xác định là dị tính đã xem nội dung khiêu dâm đồng tính nam và 7,5% cho biết có quan hệ tình dục với một người đàn ông trong sáu tháng qua, trong khi 55% đàn ông được xác định là đồng tính nam đã xem nội dung khiêu dâm khác giới và 0,7% báo cáo đã quan hệ tình dục với một phụ nữ trong sáu tháng qua. Ông lập luận rằng một số người đàn ông dị tính thực sự là đồng tính nam hoặc song tính nhưng đang xóa bỏ tình trạng song tính của họ do chứng sợ hãi nội tâm và từ chối yêu cầu một nhãn nhận dạng dị tính. Chỉ ra phần lớn đàn ông đồng tính nam xem phim khiêu dâm dị tính nhưng một số ít quan hệ tình dục khác giới gần đây, ông gợi ý rằng nhiều người đồng tính nam tự nhận mình có những tưởng tượng tình dục về phụ nữ và trong một thế giới lý tưởng sẽ công khai song tính và tự do khám phá tình dục với phụ nữ, nhưng xã hội áp lực những người đồng tính nam "chọn một phe" để những người đàn ông đó "sau đó đã chọn là người đồng tính nam".
Robyn Ochs, tác giả và nhà hoạt động về người song tính đã lập luận rằng những người đồng tính nam ít sở hữu cái mác "đồng tính" hơn những người đồng tính nữ. Cô lập luận rằng có ít sự thù địch với những người đàn ông song tính xác định là đồng tính nam hơn những phụ nữ song tính xác định là đồng tính nữ, có rất nhiều sự uyển chuyển trong tình dục giữa những người đồng tính nam và những người đàn ông song tính, và do đó, nhiều người đàn ông được xác định là đồng tính công khai thừa nhận bị thu hút bởi và quan hệ tình dục với phụ nữ. Tuy nhiên, Ochs cũng lập luận rằng nhiều người đàn ông song tính xác định là đồng tính để gắn kết chính trị với cộng đồng người đồng tính. Cô ấy nói vì việc come out là rất khó đối với những người đồng tính nam, nhiều người không muốn xuất hiện lần thứ hai với tư cách là người song tính; sự tồn tại của song tính nam có thể đe dọa một số người đồng tính nam vì nó làm tăng khả năng bản thân họ có thể là người song tính.
Nhà hoạt động đồng tính nam Carl Wittman, viết trong cuốn "Những người tị nạn từ Amerika: Tuyên ngôn đồng tính", lập luận rằng những người đồng tính nam nên xác định là "đồng tính nam" hơn là "song tính", ngay cả khi họ ngủ với phụ nữ. Ông nói rằng những người đồng tính nam chỉ nên trở thành người song tính khi xã hội chấp nhận đồng tính luyến ái, ông viết rằng:
Song tính là tốt; đó là khả năng yêu những người thuộc một trong hai giới tính. Lý do rất ít người trong chúng ta là người song tính là bởi vì xã hội đã khiến đồng tính luyến ái trở nên kinh khủng đến mức chúng ta buộc phải nhìn nhận mình là thẳng hoặc không thẳng. Ngoài ra, nhiều người đồng tính không thích những cách đàn ông được cho là phải cư xử với phụ nữ và ngược lại, điều này khá khó hiểu. Đồng tính sẽ bắt đầu quay sang phụ nữ khi 1) đó là điều chúng ta làm vì chúng ta muốn chứ không phải vì chúng ta nên làm, và 2) khi sự giải phóng của phụ nữ làm thay đổi bản chất của các mối quan hệ khác giới. Chúng ta tiếp tục tự gọi mình là đồng tính luyến ái, không phải song tính, ngay cả khi chúng ta làm điều đó với người khác giới, bởi vì nói "Ồ, tôi là Bi" là một lời chê bai dành cho người đồng tính. Chúng ta được bảo rằng có thể ngủ với đàn ông miễn là chúng ta cũng ngủ với phụ nữ, và điều đó vẫn hạ thấp người đồng tính luyến ái. Chúng tôi sẽ là người đồng tính cho đến khi mọi người quên rằng đó là một vấn đề. Sau đó, chúng tôi sẽ bắt đầu hoàn thành.
- Người tị nạn từ Amerika: Tuyên ngôn đồng tính I.3

## Trong cộng đồng LGBT và người dị tính
Những người dị tính và đồng tính nam tham gia vào việc xóa bỏ tình trạng song tính có thể tuyên bố rằng những người song tính luyến ái hoàn toàn là đồng tính luyến ái (đồng tính nam / đồng tính nữ) hoặc hoàn toàn dị tính luyến ái, những người đồng tính nam hoặc đồng tính nữ muốn có vẻ ngoài dị tính, hoặc là những người dị tính đang thử nghiệm tình dục của họ. Một biểu hiện phổ biến của việc xóa bỏ tình trạng song tính là xu hướng người song tính bị coi là dị tính khi họ quan hệ mật thiết với người khác giới và bị coi là đồng tính khi họ quan hệ với người cùng giới.
Sự xóa sổ song tính có thể xuất phát từ niềm tin rằng cộng đồng song tính không xứng đáng có được vị thế bình đẳng hoặc được hòa nhập vào các cộng đồng đồng tính nam và đồng tính nữ. Điều này có thể dưới dạng bỏ từ song tính trong tên của một tổ chức hoặc sự kiện phục vụ cho cả cộng đồng LGBT, bao gồm cả nó là "hai giới tính", ngụ ý rằng chỉ có hai xu hướng tính dục đích thực , hoặc đối xử với đối tượng song tính theo cách xúc phạm.
Trong lịch sử, phụ nữ song tính đã bị giới nữ quyền đồng tính nữ gán cho giới tính của họ là một "kẻ bất chính chính trị". Phụ nữ song tính được coi là "không đủ cấp tiến" vì sự hấp dẫn của họ đối với những người đàn ông chuyển giới. Rodriguez khẳng định song tính bị nhiều người đồng tính nữ coi là phản nữ quyền vì "ham muốn thâm nhập, thống trị tình dục và phục tùng", và vai trò giới. Sự phỉ báng và xóa bỏ người song tính bởi cộng đồng có thể không công khai và phổ biến như ngày nay, nhưng việc xác định là người song tính vẫn có thể dẫn đến việc loại trừ và xóa bỏ trong nhiều không gian dành cho người đồng tính nữ.
Vào năm 2013, một nghiên cứu được công bố trên Tạp chí Bisexuality đã khảo sát 30 người được xác định là một phần của cộng đồng đồng tính nữ, đồng tính nam, đồng tính luyến ái hoặc song tính và trải nghiệm cá nhân của họ khi come out. Mười người trong số những người này cho biết họ đã tuyên bố trước tiên họ được dán nhãn là song tính, và sau đó lại bị coi là đồng tính nữ, đồng tính nam hoặc đồng tính nam. Lý thuyết xuất hiện trong nghiên cứu này đã đưa ra khái niệm "người đồng tính hối lỗi", trong đó người ta cố gắng dung hòa sự hấp dẫn đồng giới của họ với chuẩn mực xã hội về tình dục khác giới.
Những người song tính đã bị bỏ qua trong cuộc tranh luận về hôn nhân đồng giới: Trong trường hợp hôn nhân đồng giới là bất hợp pháp, những người vận động cho nó đã không nêu bật được sự mâu thuẫn của luật hôn nhân liên quan đến những người song tính, những người mà quyền kết hôn chỉ phụ thuộc vào giới tính của người bạn đời của họ. Thứ hai, khi có hôn nhân đồng tính, bạn tình song tính thường được gọi là đồng tính nữ hoặc đồng tính nam. Ví dụ, một trong những người đầu tiên tham gia hôn nhân đồng giới ở Mỹ, Robyn Ochs, được truyền thông gọi rộng rãi là đồng tính nữ, mặc dù trong các cuộc phỏng vấn tự nhận mình là người song tính.
Trong nhiều năm, Giải thưởng Văn học Lambda không có hạng mục nào dành cho các tác phẩm văn học song tính, giải thưởng này cuối cùng đã được thành lập vào năm 2006 sau khi vận động hành lang bởi BiNet Hoa Kỳ.  Mặc dù một số tác phẩm liên quan đến song tính, chẳng hạn như tuyển tập Bi Any Other Name: Bisexual People Speak Out, đã được đề cử cho giải thưởng trước khi tạo ra các hạng mục song tính, chúng đã cạnh tranh ở hạng mục đồng tính nam hoặc đồng tính nữ.